# Ducado de Molina y Soria

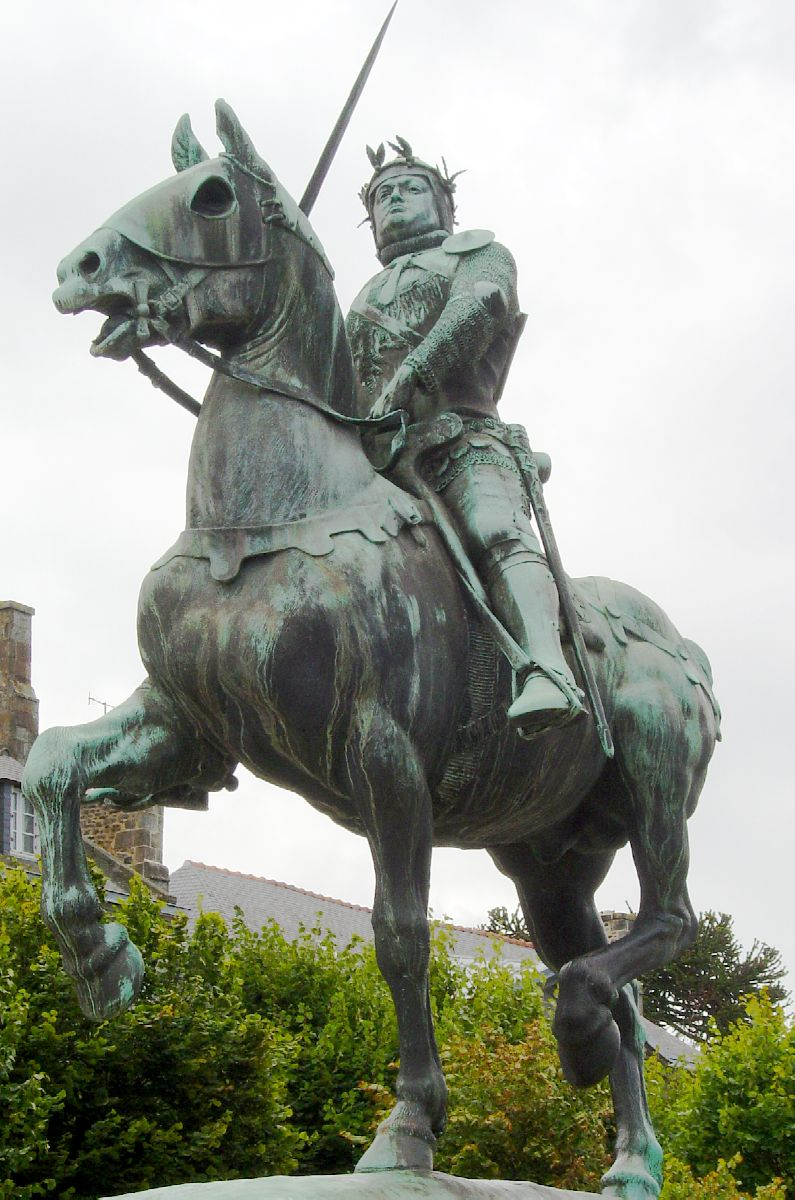
Estatua de Bertrand Du Guesclin, en Dinan, Bretaña, Francia.

El ducado de Molina y Soria es un título nobiliario español creado por Enrique II de Castilla, en 1369, para Beltrán Duguesclín. Su denominación hace referencia a las localidades de Molina, hoy Molina de Aragón, en la actual provincia de Guadalajara y a la ciudad de Soria.

## Antecedentes
Beltrán Duguesclín, era un mercenario bretón, que puso su espada y sus huestes al servicio del Infante Enrique, en la guerra que este sostenía contra su hermano Pedro I de Castilla.
En los campos de Montiel, Beltrán Duguesclín, llevó con engaños a Pedro I a la tienda de su hermano Enrique, con la excusa de que se reconciliasen y terminase la guerra que sostenían entre ambos, pero una vez allí los dos hermanos se enzarzaron en una sangrienta pelea, y Beltrán Duguesclín sujetó a Pedro I para que Enrique pudiera darle muerte. En ese momento fue cuando Beltrán Duguesclín dijo la famosa frase: Ni quito ni pongo rey, pero ayudo a mi señor.
El infante Enrique fue proclamado rey de Castilla con el nombre de Enrique II, al que se le llamó el de las mercedes, por su generosidad con la nobleza a la que quiso atraerse para que se le reconociera como Rey.
Algunos nobles no estaban de acuerdo con la forma en que el infante había conseguido la Corona, por lo que a los nobles que lo apoyaron los recompensó con mercedes y señoríos. Este fue el caso de Beltrán Duguesclín, a quién entregó numerosos señoríos, entre ellos la localidad de Molina y la ciudad de Soria, ambas unidas en el título de duque. Antes, en 1366, Enrique le había nombrado conde de Trastámara pero tras la derrota del bando de Enrique en la batalla de Nájera, el título fue concedido en 1370 a Pedro Enríquez de Castilla, hijo Fadrique Alfonso de Castilla, hermano gemelo del rey Enrique II.
«Este título cesó en 1375 por haberlo vendido su beneficiario al rey en 150.000 doblas».